# Les Veines ouvertes de l'Amérique latine
Les Veines ouvertes de l'Amérique latine est un essai de l'écrivain uruguayen Eduardo Galeano, paru en 1971. L'œuvre a reçu une mention honorable du prix Casa de las Américas.

## Sujet
Dans cet ouvrage, Galeano raconte l'histoire du pillage des ressources naturelles de l'Amérique latine depuis le début de la colonisation européenne des Amériques jusqu'à l'époque contemporaine, par les Empires coloniaux d'abord (entre le XVIe siècle et le XIXe siècle), puis par les États impérialistes (entre le XIXe siècle et le XXe siècle). D’abord l’or, l’argent et les diamants, puis le sucre, le cacao, le coton, le caoutchouc, les fruits et finalement le pétrole. Afin d’extraire ces richesses, les peuples indigènes ont été exploités dans un travail cruel au fond des mines et, lorsqu’ils n’ont plus suffi, les esclaves du continent africain ont été envoyés dans les plantations.

## Contexte
La parution du livre, en 1971, coïncide avec une époque de forts affrontements idéologiques, politiques et sociaux partout en Amérique latine. À cette époque, Galeano est en même temps journaliste, éditeur et employé au département de publications de l'université de la République (à Montevideo). Selon ses propres dires, le travail de recherche pour Les Veines ouvertes, raccourci par lequel on appelle l'ouvrage en Amérique latine, lui prit quatre ans, tandis que, pour sa rédaction, il n'eut besoin que de quatre-vingt-dix nuits.
En 1973, peu après la parution de l'ouvrage, a lieu un coup d'État en Uruguay qui aboutit à l'instauration d'une dictature militaire qui force l'auteur à l'exil. Les Veines ouvertes fut aussitôt censuré, de même que pendant les gouvernements militaires d'Augusto Pinochet au Chili et du processus de réorganisation nationale argentin.
Nombreux sont ceux qui considèrent cet ouvrage comme un évènement marquant de la pensée latino-américaine et émancipatrice contemporaine. Certains ont qualifié Les Veines ouvertes de « Bible latino-américaine ».[réf. nécessaire]

## Structure
L'ouvrage est divisé en deux parties : « La pauvreté de l'homme comme conséquence de la richesse de la terre » et « Le développement est un voyage avec plus de naufragés que de navigants ». Il contient par ailleurs une introduction (« Cent-vingt millions d'enfants au centre de l'orage »), et un épilogue intitulé « Sept ans plus tard » (rédigé en 1977, sept ans après la première édition de l'ouvrage), dans lequel l'auteur note que la situation de l'Amérique latine, loin de s'améliorer, ne cesse d'empirer.
- « La pauvreté de l'homme comme conséquence de la richesse de la terre »

Le chapitre « Ruée vers l'or, ruée vers l'argent » décrit en détail les ruées vers l'or d'abord, vers l'argent ensuite, depuis Christophe Colomb jusqu'à la disparition ou la perte de valeur de ces deux métaux. 
« Le roi sucre et autres monarchies agricoles » est le chapitre le plus long du livre. Il retrace l'histoire de l'usurpation des ressources agricoles de différentes régions latino-américaines par les grandes puissances européennes, comme il fut par exemple le cas du sucre au Cuba, du caoutchouc au Brésil, de la banane en Équateur et en Colombie, etc. 
« Les sources souterraines du pouvoir », dernier chapitre de la première partie du livre, est réservé aux richesses minières et aux atrocités qui furent justifiées en leur nom.
- « Le développement est un voyage avec plus de naufragés que de navigants »

« Histoire d'un décès précoce » est un compte rendu de l'histoire de l'Amérique latine et de ses va-et-vient. 
Le second chapitre de la seconde partie, intitulé « La structure contemporaine du dépouillement », s'intéresse à la manière dont les formes de pillage et d'exploitation par les puissances européennes et les États-Unis évoluent à partir du XIXe siècle. Moins évidentes, Galeano les juge néanmoins aussi efficaces que celles des premiers siècles de la colonisation.

## Éditions

### En français
- Les Veines ouvertes de l'Amérique latine [« Las venas abiertas de América Latina »], Plon, coll. « Terre humaine », 1981, 435 p. (ISBN 978-2259007443), trad. Claude Couffon.

## Succès médiatique
L'ex-président vénézuélien Hugo Chávez avait offert le livre au président des États-Unis, Barack Obama (ce qui a fait grimper les ventes) lors du 5e Sommet des Amériques , puis à l'ex-président d'Iran Mahmoud Ahmadinejad, en visite au Venezuela.[réf. nécessaire]